# Harold Neville Vazeille Temperley
Harold Neville Vazeille Temperley (4 mars 1915 - 27 mars 2017), mieux connu sous le nom de Neville Temperley, est un mathématicien appliqué qui apporte de nombreuses contributions aux domaines de la mécanique statistique, de la théorie des graphes et de la physique des liquides et des gaz. 

## Biographie
Son père, Harold Temperley, est un éminent historien britannique. Il est le grand-père d'Alice Temperley, créatrice de mode de Londres.
Il reçoit le titre de docteur en sciences en tant que membre du King's College de Cambridge, avant de travailler pour l'Amirauté sur la modélisation numérique des explosions sous-marines pendant la Seconde Guerre mondiale. Il poursuit ses travaux sur les propriétés physiques des liquides à l'Atomic Weapons Research Establishment à Aldermaston jusqu'en 1965.
Le professeur Neville Temperley dirige le département de mathématiques appliquées de l'Université de Swansea pendant 17 ans jusqu'à sa retraite en 1982. Il reçoit la médaille Rumford de la Royal Society en 1992.
Il est décédé le 27 mars 2017 à l'âge de 102 ans .